# Herzogstraße (Wuppertal)

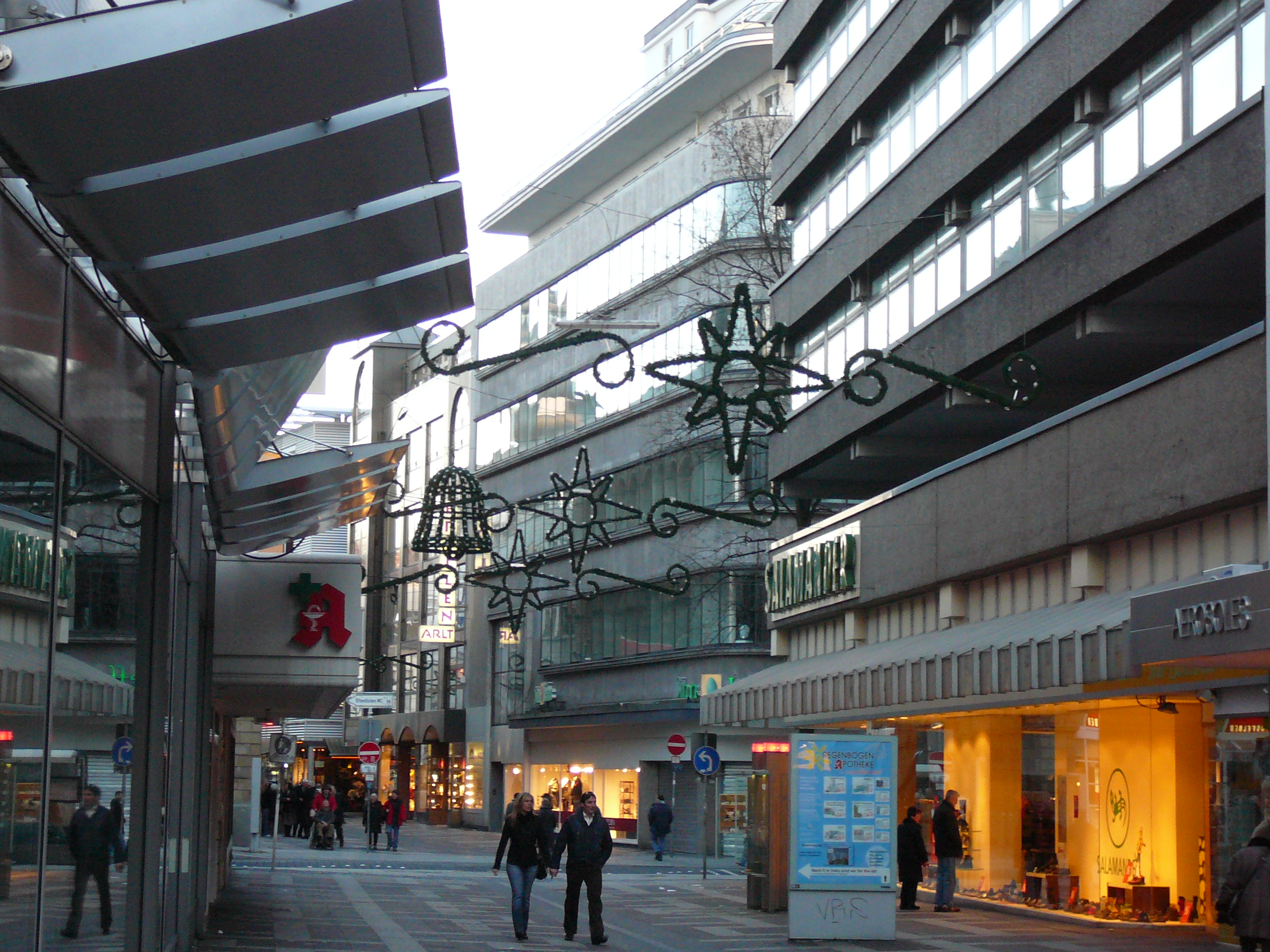
Herzogstraße, vorweihnachtlich

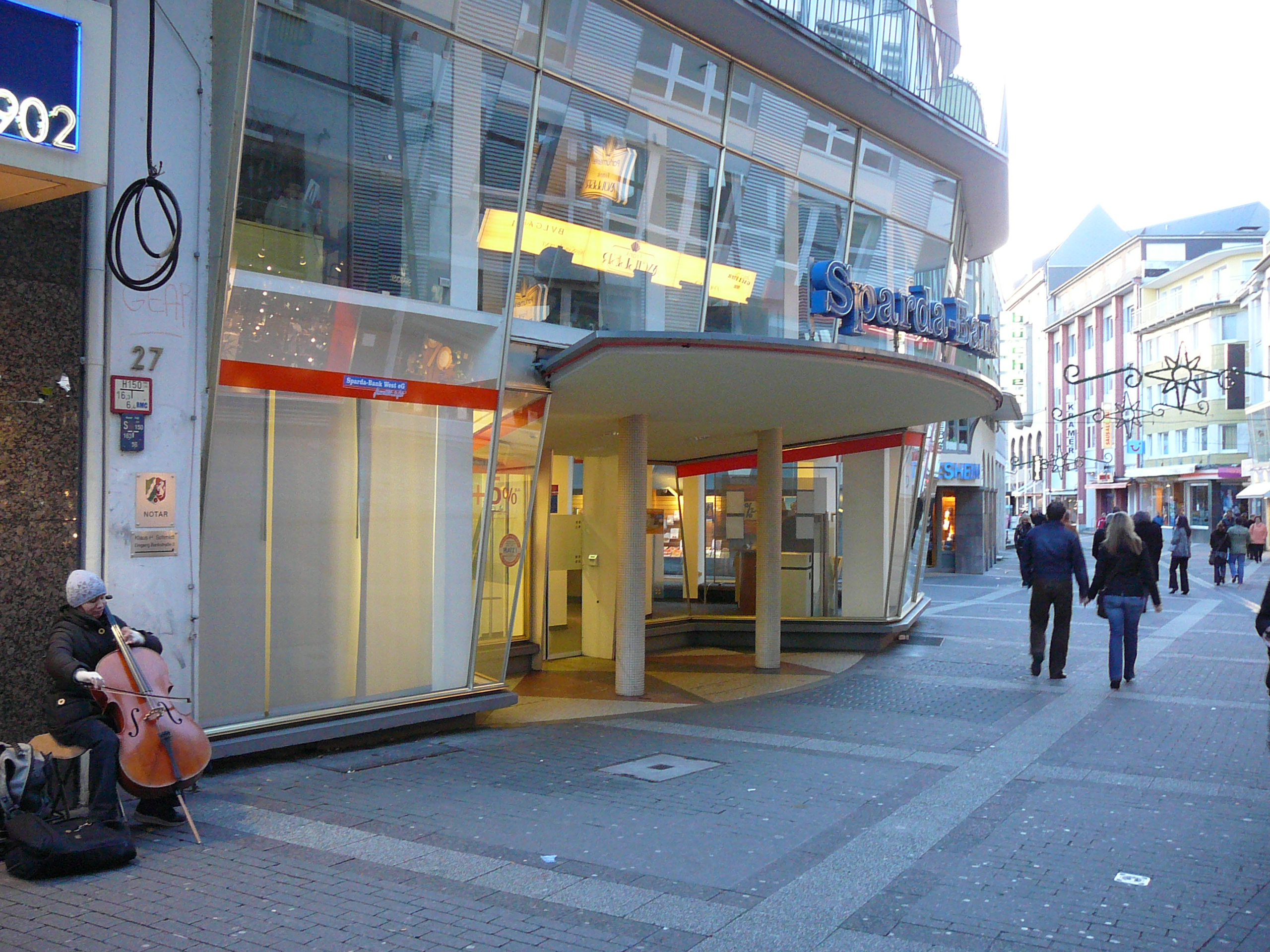
Herzogstraße, Fußgängerzone

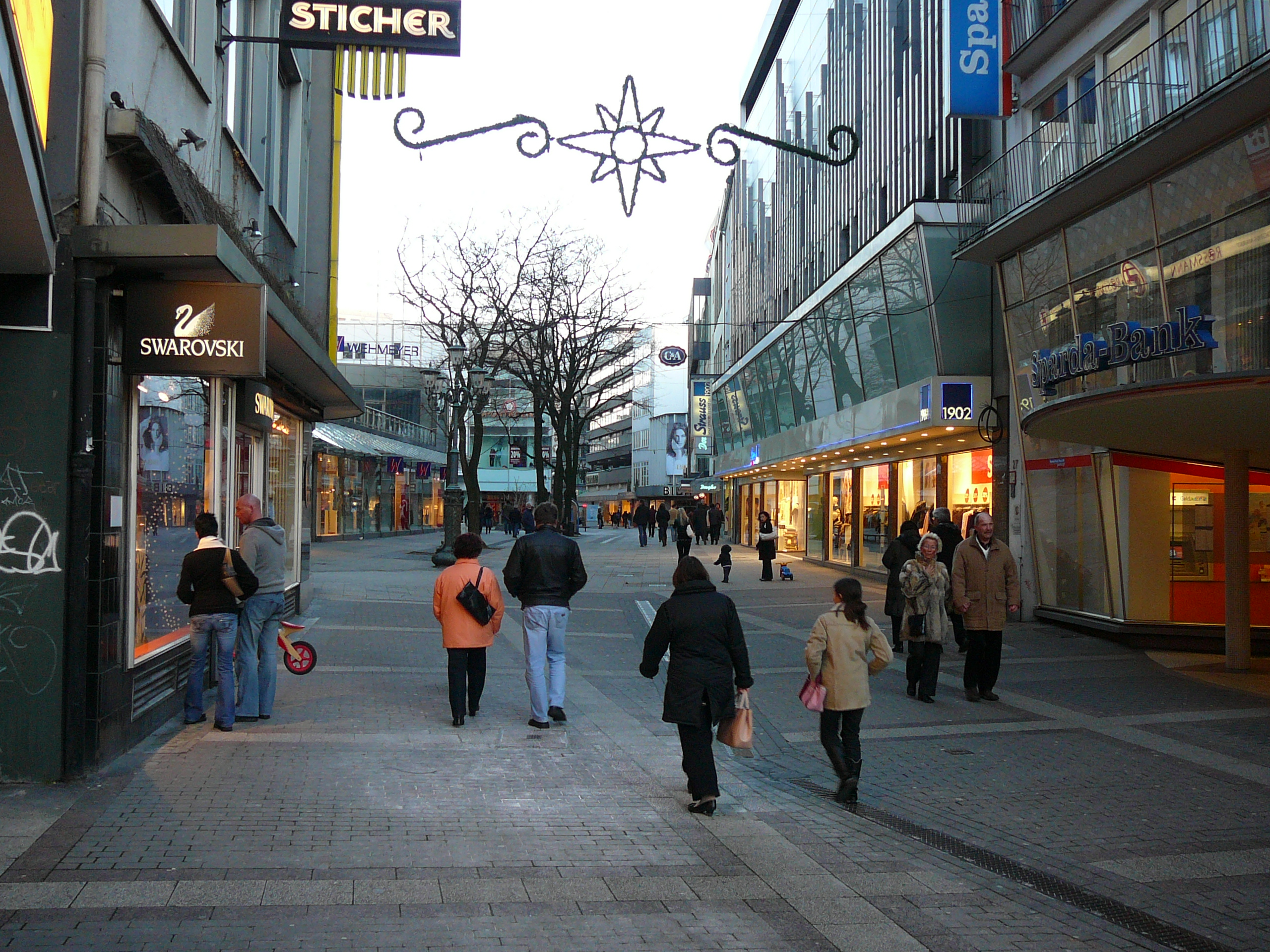
Herzogstraße, Kommerz & Konsum

Die Herzogstraße ist eine Straße im Wuppertaler Stadtteil Elberfeld. Sie gehört heute zum Innenstadtbereich Elberfelds und ist als Fußgängerzone ausgebaut. Ab 1826 hieß sie Herzogsstraße und erhielt ungefähr 1900 den heutigen Namen Herzogstraße. Vor der (Um)-Benennung hieß sie Neuer Weg.

## Lage
Die Straße verläuft von der Straße Wall in Ost-West-Richtung bis zur Kasinostraße und ist rund 280 Meter lang. Ungefähr in der Mitte der Herzogstraße liegt der Von-der-Heydt-Platz.

## Geschichte
Der Name der Straße geht auf den französischen Marschall und Herzog von Elchingen Michel Ney (1769–1815) zurück. Während der französischen Besetzung des Herzogtums Berg war er Befehlshaber der in Elberfeld stationierten Truppen. Ney ließ 1796 an dieser Stelle, an dem die Carnap’sche Gartenanlage lag, einen Straßendurchbruch schaffen. Er hatte somit mit dem „Neuen Weg“ die Ost-West-Achse geschaffen, vom Wall bis zur Königsstraße (heute Friedrich-Ebert-Straße).
Im 19. Jahrhundert entwickelte sich die Straße zu einer eleganten Geschäftsstraße. Heute liegen hier größere Waren- und Modehäuser, darunter auch das Kaufhaus Tietz, das Leonhard Tietz 1885 als das erste Warenhaus Deutschlands eröffnete.

## Bauwerke
Am Ende der Herzogstraße, Ecke Kasinostraße liegt das Glanzstoff-Hochhaus. Das Bürogebäude ist das zweithöchste Gebäude Wuppertals.
Das Haus Herzogstraße Nr. 29, 1943 im Krieg zerstört, ist das Geburtshaus Else Lasker-Schülers (1869–1945). Heute befindet sich hier ein Geschäftsgebäude, in dem lange Zeit eine Buchhandlung untergebracht war. Im Haus Herzogstraße Nr. 42 lebte Lasker-Schüler ein halbes Jahr nach ihrer Vermählung, dieses Haus ist heute Sitz der Else-Lasker-Schüler-Gesellschaft. Am Ende der Herzogstraße, Ecke Kasinostraße befindet sich das 1989 errichtete Else-Lasker-Schüler-Denkmal. 
Zudem steht hier eine Bronzestatue des belgischen Konzeptkünstlers Guillaume Bijl mit dem Titel Ein neuer erfolgreicher Tag, die 2008 hier aufgestellt wurde.